# カルロ・レティツァ
カルロ・レティツァ（Karlo Letica、1997年2月11日 - ）は、クロアチア・スプリト出身のサッカー選手。CFRクルジュ所属。ポジションはGK。

## クラブ経歴
1997年にスプリトで生まれ、2008年に国内の強豪クラブであるハイドゥク・スプリトの下部組織に加入する。2014年にトップチームデビュー。
2016年8月、NKルデシュにレンタル移籍した。
2018年6月15日、クラブ・ブルッヘに4年契約で移籍した。
2019年8月20日、S.P.A.L.に買い取りオプション付きでレンタル移籍した。
2021年10月11日、CFRクルジュに移籍した。

## 代表経歴
2016年にはUEFA U-19欧州選手権2016に参加した。